# Stenografenverein
Stenografenvereine sind Vereine, die sich der Stenografie (Kurzschrift) widmen. Neben Stenografie werden üblicherweise auch Zehnfingerschreiben und oft auch Kurse zu Computer und EDV angeboten. Bis auf wenige Ausnahmen unterrichten die aktiven deutschen Stenografenvereine die Deutsche Einheitskurzschrift von 1968. Die meisten Vereine in Deutschland sind im Deutschen Stenografenbund organisiert.

## Stenografenvereine in Deutschland
Derzeit existieren ungefähr 100 Stenografenvereine in Deutschland. Da die Stenografie jedoch nicht mehr allgemeiner Anforderungsgegenstand der kaufmännischen, bürowirtschaftlichen und bürotechnischen Berufe ist, ist auch die Nachfrage nach Stenografiekursen stark zurückgegangen. Das Zehnfingerschreiben ist hingegen auch heute noch gefragt. Die Stenografenvereine haben daher zunehmend Computer- und EDV-Kurse in ihr Unterrichtsprogramm aufgenommen. Insgesamt sind die Zahlen deutscher Stenografenvereine jedoch rückläufig, sodass auch die Stenografenvereine vom „Vereinssterben“ betroffen sind.
| Verein                                                                             | Verband                                            | Gründung | Auflösung       |
| ---------------------------------------------------------------------------------- | -------------------------------------------------- | -------- | --------------- |
| Stenografenverein Ansbach e. V.                                                    | Bayerischer Stenografenverband (BStV)              |          |                 |
| Stenografen-Hort Nürnberg e. V. 1885                                               | Bayerischer Stenografenverband (BStV)              | 1885     |                 |
| Stenografenverein Christian Schöck Öhringen 1897 e. V.                             | Bayerischer Stenografenverband (BStV)              | 1897     |                 |
| TippTiger Rottal-Inn e. V.                                                         | Bayerischer Stenografenverband (BStV)              |          |                 |
| Stenografenverein Landshut 1857 e. V.                                              | Bayerischer Stenografenverband (BStV)              | 1857     |                 |
| Stenoverein Straubing 1859 e. V.                                                   | Bayerischer Stenografenverband (BStV)              | 1859     | 2021 aufgelöst  |
| Stenographen-Zentralverein Gabelsberger in München e. V.                           | Bayerischer Stenografenverband (BStV)              | 1849     |                 |
| Stenoverein 1952 Burgkunstadt                                                      | Bayerischer Stenografenverband (BStV)              | 1952     | 2016 aufgelöst. |
| Stenografenverein Kronach von 1882 e. V.                                           | Bayerischer Stenografenverband (BStV)              | 1882     |                 |
| Stenografenverein Neustadt an der Aisch                                            |                                                    | 1859     |                 |
| Stenografen-Verein von 1861 Neustadt e. V.                                         | Bayerischer Stenografenverband (BStV)              | 1861     | 2017 aufgelöst  |
| Stenografenverein Rehau                                                            | Bayerischer Stenografenverband (BStV)              |          |                 |
| Stenografenverein Rödental 1902                                                    | Bayerischer Stenografenverband (BStV)              | 1902     |                 |
| Marist Racers, Maristen RS, Cham                                                   | Bayerischer Stenografenverband (BStV)              |          |                 |
| Stenografenverein Regensburg 1864 e. V.                                            | Bayerischer Stenografenverband (BStV)              | 1864     |                 |
| Tastensprinter, Gerhardinger Realschule Cham                                       | Bayerischer Stenografenverband (BStV)              |          |                 |
| Meitinger Stenoclub e. V.                                                          | Bayerischer Stenografenverband (BStV)              |          |                 |
| Stenografenverein 1911 e. V. Bad Hersfeld                                          | Hessischer Stenografenverband (HStV)               | 1911     |                 |
| Stenografenverein Gabelsberger 1904 Beerfelden                                     | Hessischer Stenografenverband (HStV)               |          | 2019 aufgelöst  |
| Stenografenverein Biedenkopf                                                       | Hessischer Stenografenverband (HStV)               | 1904     |                 |
| Bürstädter Stenografenverein 1977 e. V.                                            | Hessischer Stenografenverband (HStV)               | 1977     |                 |
| Stenografenverein Darmstadt E. V. – Verein für Schreibtechniken                    | Hessischer Stenografenverband (HStV)               | 1861     |                 |
| Stenografenverein 1898 Erbach (Odw.) e. V.                                         | Hessischer Stenografenverband (HStV)               | 1898     |                 |
| Stenografenverein 1898 Eschwege E. V.                                              | Hessischer Stenografenverband (HStV)               | 1898     |                 |
| Stenografenverein Gießen von 1861 e. V.                                            | Hessischer Stenografenverband (HStV)               | 1861     |                 |
| Einheitskurzschriftverein (EKV) Kassel 1881 e. V.                                  | Hessischer Stenografenverband (HStV)               | 1881     | 2020 aufgelöst  |
| Stenografenverein „Gabelsberger“ 1913 e. V. Kelsterbach                            | Hessischer Stenografenverband (HStV)               | 1913     |                 |
| Stenografenverein 1897 Langen E. V.                                                | Hessischer Stenografenverband (HStV)               | 1897     |                 |
| Marburger Stenografenverein 1887 e. V.                                             | Hessischer Stenografenverband (HStV)               | 1887     |                 |
| Steno- und Maschinenschreibverein (StMV) Neukirchen 1980 e. V.                     | Hessischer Stenografenverband (HStV)               | 1980     |                 |
| Zentralverein für Bürowirtschaft (ZVB) Obertshausen 1964 e. V.                     | Hessischer Stenografenverband (HStV)               | 1964     |                 |
| VKMB Offenbach 1874 E. V.                                                          | Hessischer Stenografenverband (HStV)               | 1874     |                 |
| Stenofreunde Pforzheim e. V.                                                       | Hessischer Stenografenverband (HStV)               |          |                 |
| Stenografenverein 1879 Wiesbaden E. V.                                             | Hessischer Stenografenverband (HStV)               | 1879     | 2019 aufgelöst  |
| Wormser Stenographen-Verein 1864 e. V.                                             | Hessischer Stenografenverband (HStV)               | 1864     |                 |
| Eckernförder Stenografenverein e. V.                                               | Norddeutscher Stenografenverband (NStV)            |          |                 |
| Flensburger Stenografenverein e. V.                                                | Norddeutscher Stenografenverband (NStV)            |          |                 |
| Stenografenverein Schleswig von 1895 e. V.                                         | Norddeutscher Stenografenverband (NStV)            | 1895     |                 |
| Stenografenverein Bergen                                                           | Norddeutscher Stenografenverband (NStV)            |          |                 |
| Lüneburger Stenografenverein von 1875                                              | Norddeutscher Stenografenverband (NStV)            | 1875     |                 |
| Stenografenverein Soltau                                                           | Norddeutscher Stenografenverband (NStV)            |          |                 |
| Stenografenverein Uelzen von 1887                                                  | Norddeutscher Stenografenverband (NStV)            | 1887     |                 |
| Stenografenverein Winsen (Luhe)                                                    | Norddeutscher Stenografenverband (NStV)            |          |                 |
| Stenografenverein Einbeck von 1896 e. V.                                           | Norddeutscher Stenografenverband (NStV)            | 1896     |                 |
| Stenografen-Verein Goslar von 1891 e. V.                                           | Norddeutscher Stenografenverband (NStV)            | 1891     |                 |
| Stenografenverein Wolfenbüttel e. V.                                               | Norddeutscher Stenografenverband (NStV)            |          |                 |
| Akademie für Aus- und Weiterbildung Stenografen-Vereinigung Oldenburg e. V.        | Nordwestdeutscher Stenografenverband (NWStV)       |          |                 |
| Zweigstelle Akademie AWeSto                                                        | Nordwestdeutscher Stenografenverband (NWStV)       |          |                 |
| Sammler- und Hobbyforum e. v.                                                      | Nordwestdeutscher Stenografenverband (NWStV)       |          |                 |
| Stenografenverein Delmenhorst 1887                                                 | Nordwestdeutscher Stenografenverband (NWStV)       | 1887     |                 |
| Stenografenverein Varel von 1885                                                   | Nordwestdeutscher Stenografenverband (NWStV)       | 1885     |                 |
| Stenografenverein Wilhelmshaven 1875 e. V.                                         | Nordwestdeutscher Stenografenverband (NWStV)       | 1875     |                 |
| Der Emder Stenografenverein                                                        | Nordwestdeutscher Stenografenverband (NWStV)       |          |                 |
| Stenografenverein Norden                                                           | Nordwestdeutscher Stenografenverband (NWStV)       |          |                 |
| Stenografenverein Aue e. V.                                                        | Ostdeutscher Stenografenverband (OStV)             |          |                 |
| Dresdner Stenografenverein „Franz Jakob Wigard“ e. V.                              | Ostdeutscher Stenografenverband (OStV)             |          |                 |
| Luckenwalder Stenografenverein „Pelikan“ e. V.                                     | Ostdeutscher Stenografenverband (OStV)             |          |                 |
| Stenografenverein Leipzig 1990 e. V.                                               | Ostdeutscher Stenografenverband (OStV)             | 1990     |                 |
| Stenomasch Berlin ´90 e. V.                                                        | Ostdeutscher Stenografenverband (OStV)             |          |                 |
| Sächsische Landesbibliothek Staats- und Universitätsbibliothek Dresden             | Ostdeutscher Stenografenverband (OStV)             |          |                 |
| Dahn JKLÖ Südwestpfalz e. V.                                                       | Südwestdeutscher Stenografenverband (SWStV)        |          |                 |
| Stenografenverein Ettlingen e. V.                                                  | Südwestdeutscher Stenografenverband (SWStV)        |          |                 |
| Kurzschriftvereinigung Freiburg im Breisgau e. V.                                  | Südwestdeutscher Stenografenverband (SWStV)        |          |                 |
| Stenografenverein Oberkirch                                                        | Südwestdeutscher Stenografenverband (SWStV)        |          |                 |
| Stenografenverein Offenburg e. V.                                                  | Südwestdeutscher Stenografenverband (SWStV)        |          |                 |
| Stenografenverein Oppenau e. V.                                                    | Südwestdeutscher Stenografenverband (SWStV)        |          | 2023 aufgelöst  |
| Stenografenverein Rastatt                                                          | Südwestdeutscher Stenografenverband (SWStV)        |          |                 |
| Stuttgarter Stenografenverein e. V.                                                | Südwestdeutscher Stenografenverband (SWStV)        | 1861     |                 |
| Jenaer Stenografenverein e. V.                                                     | Thüringer Stenografenverband (TStV)                |          |                 |
| Eichsfelder Schriftfreunde e. V.                                                   | Thüringer Stenografenverband (TStV)                |          |                 |
| ZVB Meiningen 1991 e. V.                                                           | Thüringer Stenografenverband (TStV)                | 1991     |                 |
| Verein für Kurzschrift und Maschinenschreiben Ilmenau e. V.                        | Thüringer Stenografenverband (TStV)                |          |                 |
| Stenografenverein Erfurt                                                           | Thüringer Stenografenverband (TStV)                |          |                 |
| VKM Weimar 1990 E. V.                                                              | Thüringer Stenografenverband (TStV)                | 1990     |                 |
| Breckerfeld-Schalksmühler Verein für Computer, Tastschreiben und Stenografie e. V. | Verband für Informationsverarbeitung NRW (VfI NRW) |          |                 |
| CCDo-Bildungszentrum Brackel e. V.                                                 | Verband für Informationsverarbeitung NRW (VfI NRW) |          |                 |
| Essener Seminare E. V.                                                             | Verband für Informationsverarbeitung NRW (VfI NRW) |          |                 |
| Kurzschriftverein Hagen e. V.                                                      | Verband für Informationsverarbeitung NRW (VfI NRW) |          |                 |
| Lüdenscheider Stenografenverein 1881 E. V.                                         | Verband für Informationsverarbeitung NRW (VfI NRW) | 1881     |                 |
| Mendener Stenografenverein 1929 e. V.                                              | Verband für Informationsverarbeitung NRW (VfI NRW) | 1929     |                 |
| Mindener Stenografenschaft E. V.                                                   | Verband für Informationsverarbeitung NRW (VfI NRW) |          |                 |
| Oberhausener Stenografenverein 1881 E. V.                                          | Verband für Informationsverarbeitung NRW (VfI NRW) | 1881     |                 |
| Paderborner Stenografenverein E. V. 1897                                           | Verband für Informationsverarbeitung NRW (VfI NRW) | 1897     |                 |
| Stenografenverein 1887 e. V. Hamm                                                  | Verband für Informationsverarbeitung NRW (VfI NRW) | 1887     |                 |
| Stenografenverein Ahaus e. V.                                                      | Verband für Informationsverarbeitung NRW (VfI NRW) |          |                 |
| Stenografenverein Beckum E. V.                                                     | Verband für Informationsverarbeitung NRW (VfI NRW) |          |                 |
| Stenografenverein Bonn 1872 e. V.                                                  | Verband für Informationsverarbeitung NRW (VfI NRW) | 1872     |                 |
| Stenografenverein Buer E. V.                                                       | Verband für Informationsverarbeitung NRW (VfI NRW) | 1946     |                 |
| Stenografenverein e. V. Dülmen                                                     | Verband für Informationsverarbeitung NRW (VfI NRW) |          |                 |
| Stenografenverein Gronau                                                           | Verband für Informationsverarbeitung NRW (VfI NRW) |          |                 |
| Stenografenverein Haltern e. V.                                                    | Verband für Informationsverarbeitung NRW (VfI NRW) | 1955     |                 |
| Stenografenverein Hellweg 1950 E. V.                                               | Verband für Informationsverarbeitung NRW (VfI NRW) | 1950     |                 |
| Stenografenverein Hombruch-Barop e. V.                                             | Verband für Informationsverarbeitung NRW (VfI NRW) |          |                 |
| Stenografenverein Hörde 1867 e. V.                                                 | Verband für Informationsverarbeitung NRW (VfI NRW) | 1867     |                 |
| Stenografenverein Recklinghausen                                                   | Verband für Informationsverarbeitung NRW (VfI NRW) |          |                 |
| Stenografenverein Rheine e. V.                                                     | Verband für Informationsverarbeitung NRW (VfI NRW) |          |                 |
| Stenografenverein Schalke 1892 e. V.                                               | Verband für Informationsverarbeitung NRW (VfI NRW) | 1892     |                 |
| Stenografenverein Soest 1892 / 98                                                  | Verband für Informationsverarbeitung NRW (VfI NRW) |          |                 |
| Stenografenverein von 1876 e. V. Langenberg Neviges                                | Verband für Informationsverarbeitung NRW (VfI NRW) | 1876     |                 |
| Verein für Informationsverarbeitung OWL E. V.                                      | Verband für Informationsverarbeitung NRW (VfI NRW) |          |                 |
| AKADA Weiterbildung Bayer Leverkusen e. V.                                         | Verband für Informationsverarbeitung NRW (VfI NRW) |          |                 |
| Vestischer Steno-Club E. V.                                                        | Verband für Informationsverarbeitung NRW (VfI NRW) |          |                 |
| Stenografenverein Dortmund 1864 e. V.                                              | Verband für Informationsverarbeitung NRW (VfI NRW) | 1864     |                 |
| Stenografenverein 1925 Treysa e. V.                                                | eigenständiger Verband                             | 1925     |                 |
| Stenografenverein Berlin 1949 e. V.                                                |                                                    | 1949     | 2024 aufgelöst  |
| Stenografenverein von 1869 Papenburg                                               |                                                    | 1869     | 2016 aufgelöst  |
| Stenografenverein Wunstorf von 1928                                                |                                                    | 1928     | 2016 aufgelöst  |
| Arbeitsgemeinschaft deutscher Stenographie-Systeme e. V.                           | eigenständiger Verband                             | 1947     |                 |
| Forschungs- und Ausbildungsstätte e. V.                                            | eigenständiger Verband                             | 1947     |                 |
| Verband der Parlaments- und Verhandlungsstenografen e. V.                          | eigenständiger Verband                             | 1953     |                 |